# Fellner Dénes Pál
Fellner Dénes Pál, néhol Fellner Péter Pál vagy Fellner Pál (Budapest, 1884. december 22. – Berlin, 1927.) író, dramaturg, filmgyáros, filmrendező, forgatókönyvíró.

## Életpályája
Felner Tivadar (Dávid) ügyvéd és Strauss Rozália fiaként született. Egyetemi tanulmányai után a Pester Lloyd munkatársa lett, majd berlini lapoknak dolgozott. 1916-ban megírta Eötvös József Karthauzi című regényének forgatókönyvét. Az első világháború után ismét Berlinben telepedett le filmdramaturgként, és 1926-ban megalapította Somló Józseffel a Fellner és Somló berlini filmgyári céget.